# Trox zoufali
Trox zoufali är en skalbaggsart som beskrevs av Vladimir Balthasar 1931. Trox zoufali ingår i släktet Trox och familjen knotbaggar. Inga underarter finns listade i Catalogue of Life.